# Herăști
Herăști is een Roemeense gemeente in het district Giurgiu.
Herăști telt 2222 inwoners.

## Bekende inwoners
- Paula Ivan (1963), atlete